# Вдовенко, Борис Евгеньевич
Борис Евгеньевич Вдовенко (1909, Ялта  — 1995) — советский фотожурналист.

## Биография
Борис Вдовенко родился в Ялте в семье почтово-телеграфного механика. В 1911 году его семья переехала в Москву, где в 1926 году, окончанив школу, Борис поступает на работу товарным кассиром железной дороги.
Начиная с 1934 года фотоснимки Б. Е. Вдовенко публиковались в газетах «Правде», «Известиях», «Комсомольской правде», «Вечерней Москве», «Sovietland», «Moscow News», журналах «Огоньке», «Индустрия», «Крестьянка», «Работница», «Journal de Moscou», «Физкультура и спорт» и многих других периодических изданиях. Снимает промышленность, спорт, авиаторов, повседневную жизнь, советскую молодёжь, Красную Армию, персоналии.
В ноябре 1941 года ушёл добровольцем на Великую Отечественную войну. Был фотокорреспондентом фронтовой газеты «Вперёд на врага» Калининского, а затем 1-го Прибалтийского фронта. В декабре 1941 года снимает наступление Красной армии на Калинин, Ржев и Старицу. Во время войны Б. Е. Вдовенко снимал боевые действия: авиации (совершил 29 боевых вылетов в качестве воздушного стрелка), артиллерии, танковых соединений, инженерных войск и пехоты. Снимал он и фронтовой быт, строительство оборонительных сооружений, работу связи и госпиталей, отдых бойцов, а разрушенные города и работ по их восстановлению. Делал Вдовенко и фоторепортажи о жизни тыла: восстановление разрушенных предприятий, напряжённая работа железных дорог, скромный быт рабочих.
По окончании войны Борис Вдовенко продолжил работать в прессе. Его работы печатались в журналах «Огонёк», «Советский Союз», «Крылья Родины», газетах «Советская Россия», «Советская торговля». Много снимал советскую авиацию (военную и гражданскую).
Фотографии Вдовенко использовались при издании книги «10 лет Советской Латвии» и книг о советской авиации. В 1960-е годы издан набор открыток с видами Москвы.

## Выставки с участием Б. Вдовенко
2003 - «Moscow City». The Miriam and Ira D. Wallach Art Gallery, Columbia University, New York, USA

## Книги с участием Б. Вдовенко
- «10 лет Советской Латвии» — Латвийское Гос. Издательство, Рига, 1950 год.
- Добрынина Е.А. А. Пахмутова [печатный текст] / Е. Добрынина; Акуньямов, Т., Фотограф (Photographer); Вдовенко, Борис Евгеньевич , Фотограф (Photographer); Воронов, Ю., Фотограф (Photographer); Ганкин, М., Фотограф (Photographer); Добронравов, Н., Фотограф (Photographer); Зотов, В., Фотограф (Photographer); Мастюков, В., Фотограф (Photographer); Пазий, Михаил Николаевич, Фотограф (Photographer); Птицын, Александр, Фотограф (Photographer); Степанов, А., Фотограф (Photographer); Устинова, А. А., Фотограф (Photographer); Сазонова, Е., Редактор (Editor); Свердлов, А. Г., Художник (Artist); Смородинская, Марина Давыдовна, Технический редактор, типограф (Typographer). - Москва : Советский композитор, 1973. - 141, [3] с.: вкладные [16] л. фотоил., таблицы; 16 см.– Библиография в подстрочных примечаниях.– Библиография : с. 139, 140 (18 названий).– 75 000 экземпляров
- «Moscow City». Columbia University, New York 2003, p. 50
- «Россия. XX век в фотографиях. 1941-1964». МДФ. Москва 2016

## Работы находятся в собраниях
- Московский дом фотографии

## Галерея
- Связисты прокладывают телефонный кабель в лесу, ноябрь 1942